# Sunrise at Campobello
Sunrise at Campobello è un film del 1960 diretto da Vincent J. Donehue.

## Trama

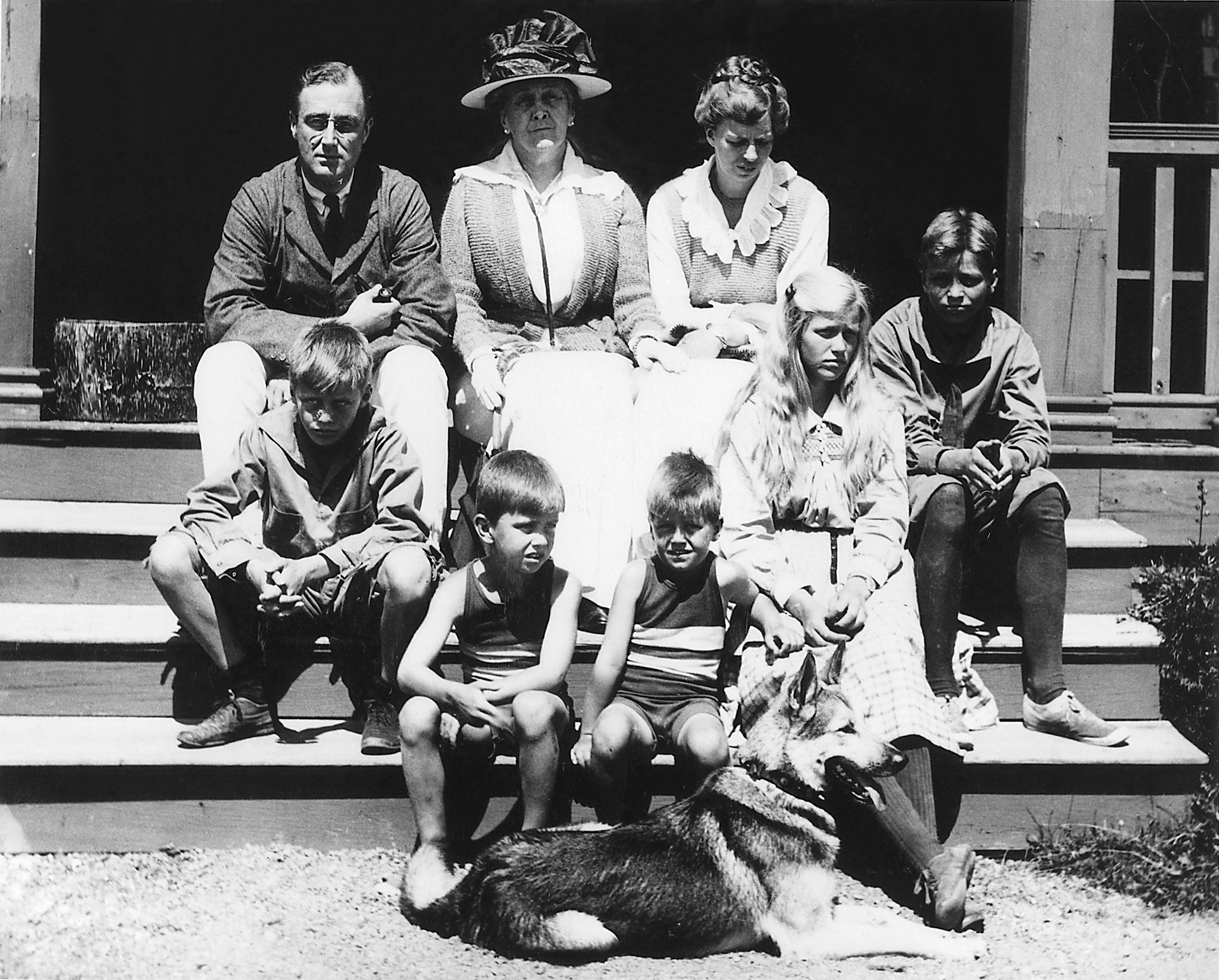
The Roosevelt family at Campobello, 1920

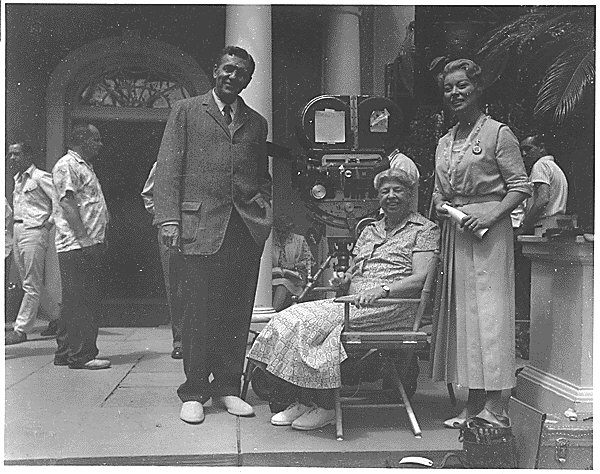
(l-r) Ralph Bellamy, Eleanor Roosevelt and Greer Garson at Hyde Park, New York filming Sunrise at Campobello in 1960.

Nella residenza estiva della famiglia Roosevelt nell'isola di Campobello, New Brunswick, Canada (al confine con il Maine), nell'estate del 1921, Franklin D. Roosevelt era vigorosamente atletico, giocava con i figli e governava la sua imbarcazione da diporto.
Fu improvvisamente colpito da febbre e paralisi. Sorsero subito divergenze fra la moglie, Eleanor, la madre, Sara e il suo più vicino consigliere politico Louis Howe. Successivamente, Roosevelt cercò di salire per le scale vincendo le sopravvenute limitazioni fisiche ma rimase un invalido.
Roosevelt da allora si presentava sul pulpito dei locali ove doveva tenere un discorso politico, aiutandosi con le stampelle.

## Produzione
Il film fu prodotto dalla Dore Schary Productions (con il nome Schary Productions). Parte delle scene vennero girato nel Maine, a Eastport e nel Canada, al Roosevelt Cottage, Campobello Island, New Brunswick.

## Distribuzione
Distribuito dalla Warner Bros. Pictures, il film uscì nelle sale cinematografiche USA il 28 settembre 1960. Venne presentato in Unione Sovietica nell'ambito del Festival di Mosca nel luglio 1961. In Giappone, uscì il 2 dicembre 1961.

## Riconoscimenti
Il film ha ottenne quattro candidature ai Premi Oscar 1961, tra cui quella per la miglior attrice per Greer Garson, la quale vinse per la sua interpretazione il Golden Globe e il National Board of Review Award.
Nel 1960 il National Board of Review of Motion Pictures l'ha inserito nella lista dei migliori dieci film dell'anno.